# Либеркюнова крипта

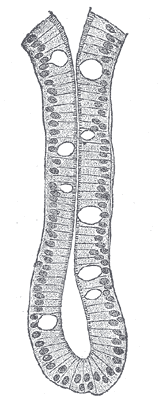
Либеркюнова крипта

Либеркюновы крипты (лат. glandulae Lieberkuehnianae; синонимы: либеркюновы железы, кишечные крипты, Галеати железы) — трубчатые углубления эпителия слизистой оболочки кишечника, расположенные в собственной пластинке слизистой оболочки.
Крипты являются одной из двух главных (наряду с кишечной ворсинкой) структурных единиц слизистой оболочки кишки. На каждую ворсинку у человека приходится от 4 до 7 крипт. В двенадцатиперстной кишке число крипт, приходящихся на одну ворсинку максимальное, 7. В каудальном направлении (к анусу) число крипт уменьшается, но количество клеток, расположенных на ворсинках и криптах, остаётся примерно постоянным на протяжении всего кишечника.
Глубина крипт 166,4 ± 6,0 мкм, отношение к высоте ворсинки 1 : 1,35.
Либеркюновы крипты выстланы однослойным цилиндрическим эпителием, высота которого выше у устья, чем у основания. Средняя высота эпителия примерно 18 мкм. Эпителий содержит разные клетки: абсорбтивные каёмчатые энтероциты, секретирующие слизь бокаловидные клетки, клетки Панета, бескаёмчатые энтероциты, М-клетки, разнообразные гормонопродуцирующие апудоциты. Дно крипт достигает мышечного слоя слизистой оболочки, а устье открывается в просвет между ворсинками.
На дне крипт располагаются недифференцированные бескаёмчатые энтероциты, которые интенсивно делятся и служат источником пополнения клеток крипты и ворсинок.
Либеркюновы крипты толстой кишки, по сравнению с тонкой, длиннее и содержат больше клеток, продуцирующих слизь.

## История и этимология
Либеркюновы крипты (железы) названы в честь описавшего их в 1745 году немецкого анатома Иоанна Натаниеля Либеркюна (нем. Johann Nathanael Lieberkühn; 1711—1756), хотя ещё до Либеркюна эти крипты были описаны: 1688 году открывшим их итальянским биологом и врачом Марчелло Мальпиги (итал. Marcello Malpighi; 1628—1694), в 1715 году швейцарским анатомом Иоганном Конрадом Бруннером (нем. Johann Konrad Brunner; 1653—1727)  и в 1731 году итальянским врачом Доменико Галеати (англ. Domenico Mar. Gusman Galeazzi (Galeati); 1686—1775).